# Шері Бізлі
Шері Лінн Бізлі (англ. Cheri Lynn Beasley; нар. 14 лютого 1966, Чикаго, Іллінойс, США) — американська адвокатка і юристка, яка обіймала посаду голови Верховного суду Північної Кароліни з 2019 по 2020 рік; її призначили членкинею у 2012 році. Раніше Бізлі працювала в апеляційному суді Північної Кароліни та суддею окружного суду в окрузі Камберленд, штат Північна Кароліна.
Бізлі є кандидаткою від Демократичної партії на виборах до Сенату США у 2022 році в Північній Кароліні.
У лютому 2021 року різні ЗМІ повідомили, що Бізлі розглядає можливість балотуватися на виборах до Сенату США у 2022 році в Північній Кароліні. У березні 2021 року The News & Observer повідомили, що Бізлі вирішила взяти участь у боротьбі за місце в Сенаті, яке звільняється через відставку сенатора Річарда Берра. Вона запустила свою кампанію 27 квітня 2021 року. 17 травня вона виграла праймеріз від Демократичної партії. На загальних виборах у листопаді вона зустрінеться з конгресменом Тедом Баддом. Бізлі програла вибори, отримавши 47.3% голосів проти 50.5% Бадда.
Бізлі одружена з Кертісом Оуенсом, вченим. У них є сини-близнюки.